# Novenio Bucchi
Novenio Bucchi (Cascia, 29 novembre 1895 – Roma, 5 luglio 1964) è stato un militare italiano, decorato con Medaglia d'oro al valor militare a vivente nel corso della prima guerra mondiale.

## Biografia
Nacque a Cascia, in provincia di Perugia, il 29 novembre 1895, figlio di Angelo Antonio e Luigia Morelli. Emigrò in Cile in giovane età, creandosi una agiata posizione economica. All'atto della dichiarazione di guerra all'Impero austro-ungarico da parte del Regno d'Italia, avvenuta il 24 maggio 1915, chiese al Consolato italiano di arruolarsi volontario nel Regio Esercito ritornando in Patria. Destinato a prestare servizio nel 1º Reggimento artiglieria da montagna, dopo un breve periodo di addestramento, col grado di caporale puntatore scelto, fu assegnato alla 63ª Batteria someggiata e raggiunse la zona di operazioni sul Carso. Si distinse durante i combattimenti a quota 208 sud del Veliki Hiribak, rimanendo ferito gravemente. Dopo il ricovero in ospedale, rinunciò alla licenza di convalescenza, e rientra in servizio assegnato alla 163 ª Batteria da montagna con il grado di caporale maggiore. Si distinse sul Monte San Marco e a Pieve di Monte Aperta.
Nell'ottobre 1917, dopo la disfatta di Caporetto, si distinse durante il ripiegamento sulla linea del Piave, schierato sul Monte Grappa. Prese parte alla battaglia del Solstizio del giugno 1918, e quindi rimase gravemente ferito a Croce dei Lebi il 1 luglio dello stesso anno, riportando la perdita totale della vista. Per il coraggio dimostrato in questo frangente fu decorato con la Medaglia d'oro al valor militare concessagli con Regio Decreto 28 marzo 1926.
Promosso sottotenente di complemento dell'arma di artiglieria nel ruolo speciale nel novembre 1932, promosso capitano per meriti eccezionali è richiamato temporaneamente in servizio attivo nel febbraio 1938. Maggiore nel 1942, diviene tenente colonnello nel 1952 e colonnello nel 1958.
Muore a Roma il 5 luglio 1964.
Gli è stata intitolata una via e la scuola media statale di Cascia, così come una via a Roma ai piedi di Monte Mario. Inoltre una lapide commemorativa si trova sulla Strada degli Artiglieri, nella zona monumentale istituita dal Ministero Italiano della Difesa nel 1967, in località Costa Violina a Rovereto (Provincia di Trento).

### Fonti
1. ↑  Bianchi, Cattaneo 2011, p. 185.
2. 1 2 3 4  Bianchi, Cattaneo 2011, p. 186.
3. 1 2 3  Gruppo Medaglie d'Oro al valor Militare 1968, p. 130.
4. ↑   Novenio Bucchi, su quirinale.it. URL consultato il 21 giugno 2019.